# Nemoura anguiculus
Nemoura anguiculus är en bäcksländeart som beskrevs av Tatemi Shimizu 1997. Nemoura anguiculus ingår i släktet Nemoura och familjen kryssbäcksländor. Inga underarter finns listade i Catalogue of Life.